# Owariki
Owariki bzw. Owa Riki (früher Santa Catalina) ist eine Insel des Inselstaats der Salomonen im Pazifik.

## Geographie
Die kleine Koralleninsel ist Teil der Provinz Makira und Ulawa. Sie ist 3,2 km lang und 2,1 km breit und erreicht eine Höhe von 97 Metern. Sie liegt, durch eine 7,5 km breite Meeresenge von der Insel Makira (früher San Cristóbal) getrennt, im Pazifik. 2,8 km nördlich von ihr liegt die etwas größere Insel Owaraha (früher Santa Ana). Dazwischen liegt die Paraghawa Strait. Auf der Insel befinden sich drei Dörfer: Naparaomafal, Mwamwako und Raghapu.

## Geschichte
Im Jahre 1932 besuchte der österreichische Ethnologe und Fotograf Hugo Bernatzik die beiden Nachbarinseln und dokumentierte das Leben der Bewohner. Er war überzeugt, dass diese Kultur dem wachsenden Druck der westlichen Zivilisation nicht standhalten könne. Sein Buch Owa Raha wurde im Jahre 1936 in Wien veröffentlicht. 

## Sprache und Kultur
Auf Owariki und Owaraha gehören die Einwohner der gleichen Kultur an, wie die Bewohner der Südostspitze der Insel Makira. Ihre Sprache ist die Owa-Sprache, die den Sprachencode stn nach ISO 639-3 hat. Die frühere Bezeichnung war Santa Ana-Sprache. Seit 1938 druckt die anglikanische Kirche Church of the Province of Melanesia verschiedene Publikationen in dieser Sprache.
Im März wird auf Owariki das Yams-Restival und im Mai oder Juni das Wogasia-Fest gefeiert.

## Tourismus
Owariki und Owaraha werden von Zeit zu Zeit von Kreuzfahrtschiffen angelaufen. Ansonsten ist die Insel in bis zu vier Stunden Fahrt mit einem motorisierten Kanu von der Provinzhauptstadt Kirakira auf Makira zu erreichen.